# Palazzo Bomben
Palazzo Bomben è un edificio del centro storico di Treviso, assieme a Palazzo Caotorta sede della Fondazione Benetton Studi Ricerche.

## Storia
Nell'area occupata dall'edificio attuale sorgeva, già prima del 1280, il palazzo De Castelli, passato quindi ai Tempesta, avogari del vescovo. Qui risiedettero anche i da Carrara, durante i quattro anni di dominio di Francesco I da Carrara (1384-1388).
La Repubblica di Venezia, "regista" della sommossa dell'88, donò infine il palazzo al fiorentino Bombene (o Bomben), vincitore dei Carraresi.
Un rinnovamento dell'edificio, avvenuto nel primo Cinquecento, è suggerito dalla decorazione a fresco ritrovata nell'intercapedine del solaio del primo piano. 
Il palazzo assunse la forma attuale tra il Settecento e l'Ottocento, quando i Bomben lo ristrutturarono secondo il gusto neoclassico: è di questi anni la decorazione delle sale a sud, opera di Giambattista Canal, lo scalone, l'elegante facciata su via Cornarotta e quella rivolta sulla Roggia.
Dopo due anni di lavori, dal 1940 l'edificio è stato sede dell'Associazione nazionale combattenti e reduci.
Ben presto però, il 7 aprile 1944, l'edificio fu abbandonato a causa dei gravi danni provocati dal bombardamento anglo-americano: il mancato tempestivo intervento di salvaguardia provocò l'ulteriore crollo dei solai e di parte delle murature. Lavori parziali di consolidamento e sistemazione furono compiuti nel 1950-1951.
Il rudere, acquistato negli anni 1990 dalla Fondazione Benetton, fu finalmente restaurato su progetto dell'architetto Tobia Scarpa (1999): solo dopo un'attenta fase di recupero dell'esistente si poté procedere al ripristino degli elementi originali non compromessi o di cui rimaneva testimonianza (compreso un solaio cinquecentesco decorato), e alla costruzione ex novo della parte verso via Roggia oggi ospitante l'auditorium e spazi espositivi (2002-2003).
Ora i rinnovati "spazi Bomben" ospitano iniziative pubbliche di carattere scientifico e divulgativo.

## Descrizione

### Esterno

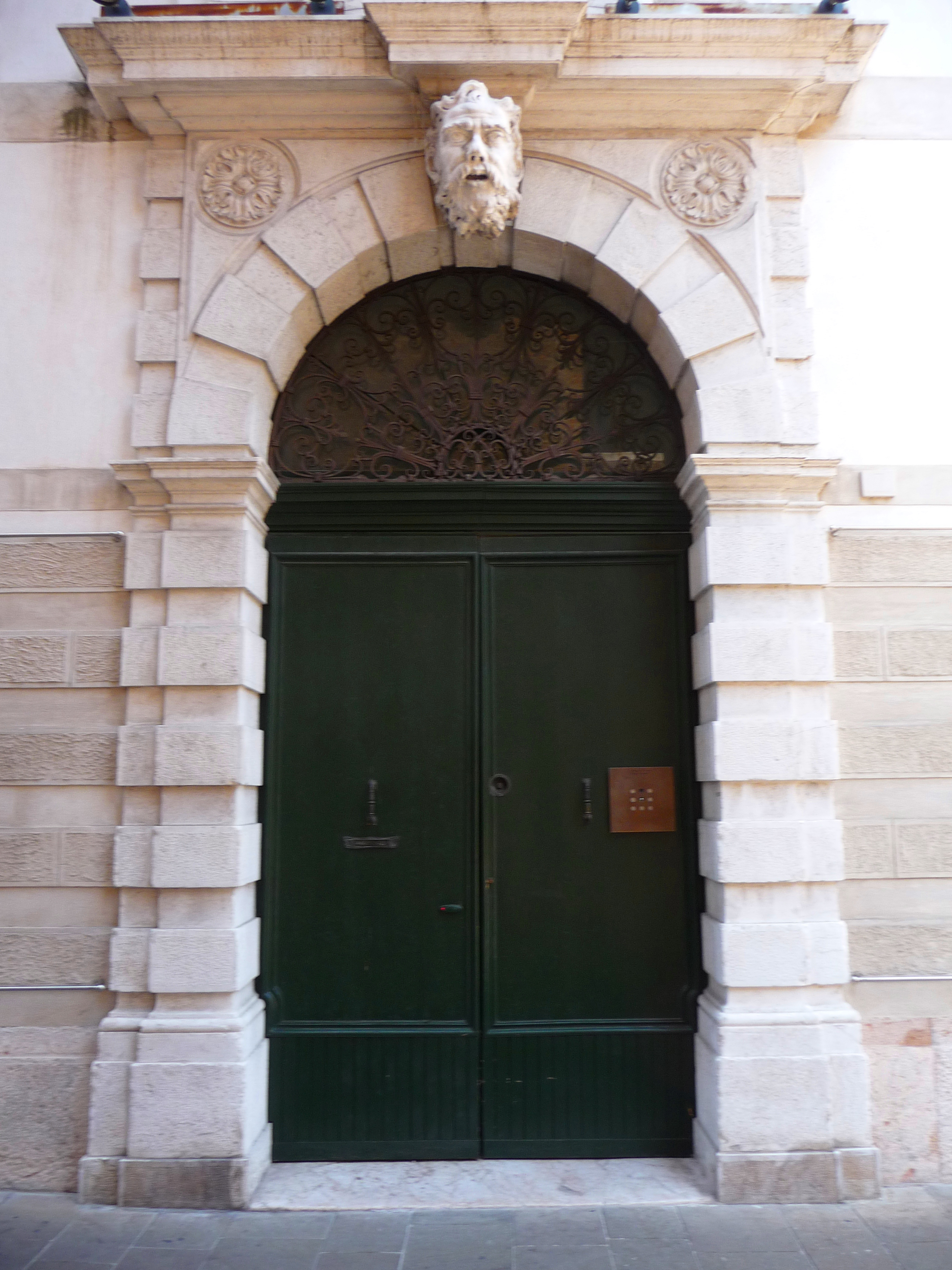
Ingresso del palazzo in via Cornarotta

Il palazzo, situato tra il canale della Roggia, uno dei cinque rami del Cagnan, e via Cornarotta, ha pianta ad "U".
La facciata principale è caratterizzata da un bugnato poco pronunciato che lambisce il livello del mezzanino e da un ampio portale con mascherone sulla chiave di volta. Le aperture del piano nobile sono decorate da ghirlande a bassorilievo sotto il davanzale ed eleganti timpani rotondi e triangolari.
Sul lato sinistro del si apre un piccolo cortile che ospita oggi una scultura dell'architetto Carlo Scarpa, dono del figlio Tobia alla Fondazione. Un giardino, oggi unito a quello di palazzo Caotorta e ridisegnato da Domenico Luciani assieme a Ippolito Pizzetti e Luigi Latini, si estende sul lato destro e sul retro dell'edificio fino all'argine della Roggia. Una passerella collega i due lati del canale.

### Interno

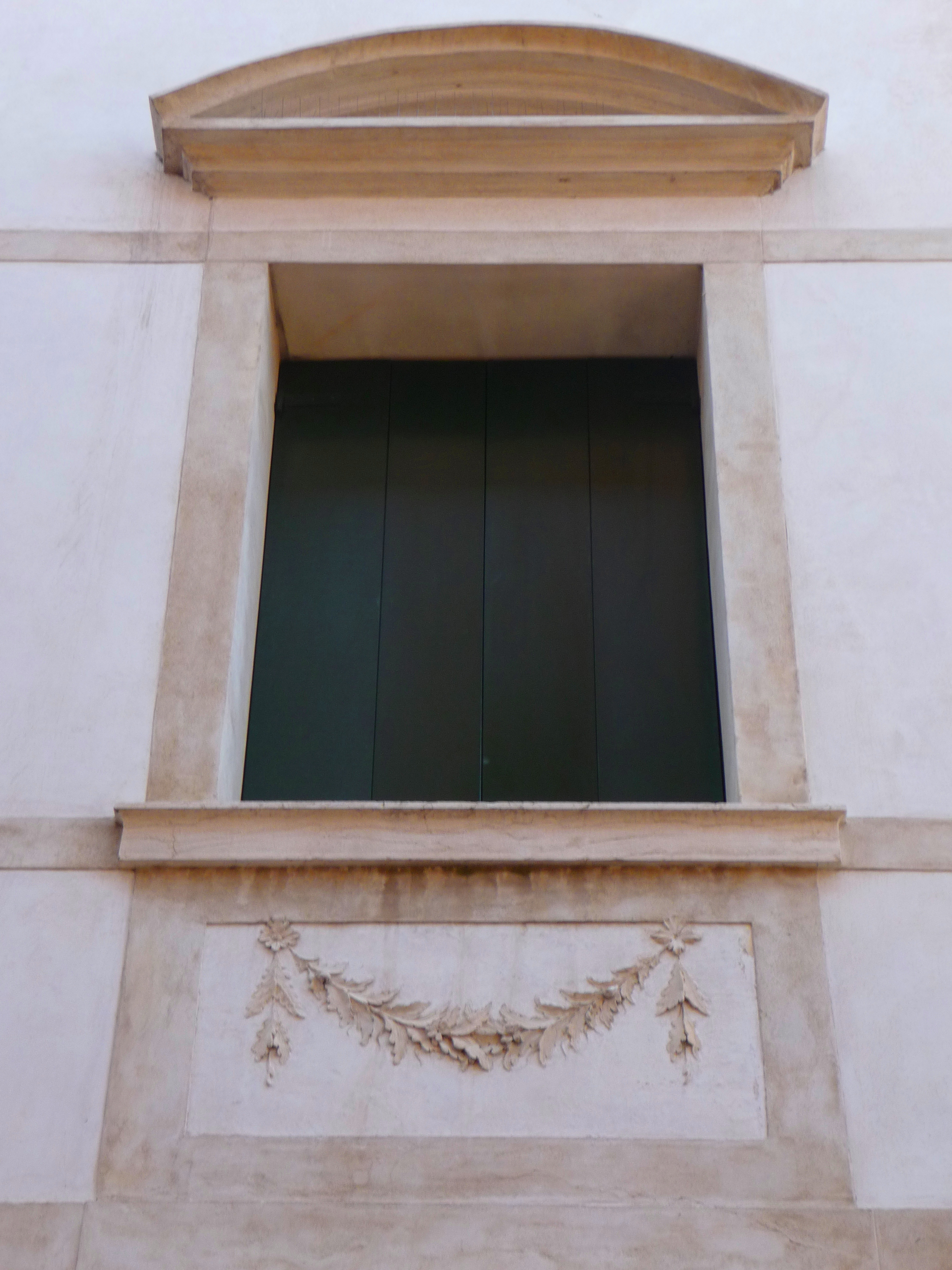
Finestra del piano nobile

Poco si salvò dell'originaria ala settentrionale, ospitante oggi, al piano terra ed interrato, la platea e la galleria dell'auditorium (150 posti).
Rimane invece inalterato il corpo centrale dell'edificio e l'ala che si affaccia su via Cornarotta.
Al piano terra si trova l'ampio atrio di ingresso, dal quale, attraverso due grandi arcate chiuse ora da portali in vetro, si accede alla corte ad al giardino. L'elegante scalone ottocentesco conduce al mezzanino e ai piani superiori.
I quattro ambienti del piano nobile sono oggi adibiti a spazi espositivi. 
La sala delle Vedute, con il prezioso soffitto cinquecentesco ed una fascia decorata ad affresco, scoperti e recuperati durante gli ultimi lavori di restauro, è la prima cui si accede dallo scalone principale.
Procedendo verso destra si entra nella sala delle Ore, il cui nome deriva dalle eleganti figure attribuite a Giambattista Canal, e nella sala dei Miti, riccamente decorata con raffigurazioni mitologiche.
La sala della Roggia, situata nell'ala settentrionale del palazzo, è il più ampio spazio espositivo.
Un'aula seminari è stata ricavata al terzo piano.